# Christopher Hampton
Sir Christopher James Hampton, CBE, FRSL (Faial, 1946. január 26. –) Oscar-díjas brit drámaíró, műfordító, forgatókönyvíró és rendező.

## Élete és pályája
Brit szülők gyermekeként született Faialon, az Azori-szigetek legnagyobbikán, mivel apja, Bernard Patrick Hampton a Cable & Wireless távközlési cég mérnökeként éppen hosszabb ideig ott dolgozott, akinek munkája miatt a család Ádenbe, majd az egyiptomi Alexandriába költözött. Az 1956-os szuezi válság miatt a család kénytelen volt sietve, vagyona nélkül elhagyni az országot. Christophert és bátyját Angliába küldték, míg az apa továbbra is nemzetközi szinten tevékenykedett a cégénél.
Miután egy reigate-i iskolába járt (Surrey), 13 évesen három év után átment a Lancing College-ba, a nagy múltú angol magániskolába. Egyik iskolatársa David Hare drámaíró volt, Harry Guest költő (* 1932) pedig ott tanított.
1964-től németül és franciául tanult az oxfordi New College-ban, ahol 1968-ban első osztályú diplomával végzett.
Áttörése rendkívül korán következett be: 1966-ban a Mikor láttad utoljára anyámat? című darabjával, amelyet a mindössze 20 éves Hampton egy anya viszonyát mutatja be fia legjobb barátjával a londoni West Enden. 1973-ban debütált forgatókönyvíróként a Babaház című filmmel, amely Henrik Ibsen színdarabjának Broadway-produkciója alapján készült. 1979-ben íróként dolgozott a Mesél a bécsi erdő című filmen, amely Ödön von Horváth azonos című darabja alapján készült.
1985-ben a Royal Shakespeare Company elkészítette Choderlos de Laclos Veszedelmes viszonyok című regényének adaptációját. Hampton elnyerte a darabért a legjobb darabnak járó Evening Standard-díjat és a legjobb új darabnak járó Laurence Olivier-díjat, Lindsay Duncan pedig a legjobb színésznőnek járó Laurence Olivier-díjat Verteuil márkiné alakításáért. A Veszedelmes viszonyok (1988) című filmdrámához írt forgatókönyve jelentette az áttörést Hampton számára; 1989-ben Oscar-díjat és az Amerikai Írók Céhe díját kapta ezért a művéért.
Az 1980-as években televízióban és moziban egyaránt tevékenykedett, ami az 1990-es évek elején folytatódott.
Rendezőként 1995-ben debütált a Carrington című filmmel, amihez a forgatókönyvet is ő írta. Egy évvel később az ő irányításával a Der Secretagent Joseph Conrad azonos nevű anyagának újraértelmezése volt, amelyet Alfred Hitchcock már 1936-ban megfilmesített Sabotage címmel. A következő években kizárólag forgatókönyvíróként dolgozott különféle játékfilmekhez, 2003-ig nem készítette el harmadik rendezői filmjét.
A Vágy és vezeklés című irodalmi adaptáció forgatókönyvével Oscar-jelölést kapott, és megkapta a Satellite Awardot. 1999-ben II. Erzsébet brit királynő lovaggá ütötte.
2020 októberében a Theater in der Josefstadt tiszteletbeli tagja lett. 2021 áprilisában újabb Oscar-díjat kapott a Florian Zellerrel közösen írt Az apa forgatókönyvéért. Két évvel később Hampton újra együtt dolgozott vele a The Son (2022) című filmadaptáción.

## Művei

### Színdarabok
- 1966: Mikor láttad utoljára anyámat?, premierje a Royal Court Színházban
- 1971: The Philanthropist, először a Royal Court Theatre-ben mutatták be; Németre fordította Martin Walser
- 1974: The Savages (Vadak), premier a Royal Court Theatre-ben; nyomtatásban: Faber & Faber, London, 1974, 86 oldal (angolul)  helytelen ISBN kód: 0-5571-10348-0 [16]
- 1982: Tales from Hollywood (Hollywoodi mesék), világpremier a Mark Taper Forumon, Los Angeles ben volt, míg 1984-ben a németországi Schauspielhaus Düsseldorfban
- 1985: Dangerous Liaisons (Les Liaisons Dangereuses, Veszedelmes viszonyok), Pierre Choderlos de Laclos azonos című levélregényének színházi adaptációja a Royal Shakespeare Company számára,[17] első előadás Stratford-on-Avon 1985-ben
- 1991: A fehér kaméleon (White Chameleon), premierje a londoni Royal National Theatre Cottesloe Theatre-ben, Richard Eyre rendezésében; Németre fordította Alissa és Martin Walser
- 2003: The Method (The Talking Cure), premierje a londoni Royal National Theatre Cottesloe Színházában volt, Howard Davies rendezésében
- 2009: Jugend ohne Gott (Istentelen ifjúság), Ödön von Horváth után, 2009. november 26-án a Theater in der Josefstadtban mutatták be (németre Reinhard Palm fordította)
- 2014: A Dark Desire, rendezte: Christopher Hampton; Daniel Kehlmann német fordítása,[18] 2014. november 27-én a josefstadti színházban mutattak be.[19][20]
- 2020: Egy ismeretlen nő levele, Stefan Zweig Letter of an Unknown Woman című novellája alapján, Daniel Kehlmann német fordítása, premier a 2020/21-es évadban a Theatre in der Josefstadtban[21]

### Fordítások és feldolgozások a színház számára
Hampton számos európai színdarabot adaptált és újrafordított angol színpadra. Rendszerint az ő verzióit először a színpadon játszották, és csak később publikálták nyomtatásban.
- Ödön von Horváth: Don Juan visszatér a háborúból; bemutató 1978: National Theatre Company, Cotteloe Theatre, London
- Ödön von Horváth: Tales from the Vienna Woods (Tales from the Vienna Woods); premier 1977: National Theatre Company, Olivier Theatre, London
- Ödön von Horváth: Hit, remény és szeretet ; bemutató 1989: Lyric Hammersmith
- Ödon von Horváth: Az utolsó ítélet (Judgement Day); premier 2009
- Henrik Ibsen: Hedda Gabler ; Első előadás 1976: Ibsen Festival Theatre, Stratford, Ontario, Kanada
- Henrik Ibsen: Szellemek ; bemutató 1978
- Henrik Ibsen: Nora oder Ein Puppenheim (Babaház); premier 1972
- Henrik Ibsen: A nép ellensége ; bemutató 1997
- Henrik Ibsen: A vadkacsa (The Wild Duck); bemutató
- Daniel Kehlmann : Szenteste ; premier 2017
- Molière : Don Juan (Don Juan); bemutató 1972
- Molière: Tartuffe ou L'Imposteur (Tartuffe, vagy Az imposztor); premier 1983: Royal Shakespeare Company
- Anton Csehov: Sirály; Premier Southwark Playhouse
- Anton Csehov: Ványa bácsi; bemutató 2012: Vaudeville Színház, London
- Anton Csehov: Három nővér; premier 2003: Playhouse London
- Yasmina Reza : L'homme du hasard (A váratlan ember); bemutató 1998: The Royal Shakespeare Company / Barbican Pit and Duchess Theatre, London[22]
- Yasmina Reza: Beszélgetések après un enterrement (Beszélgetések temetés után) ; premier 2000: Almeida Színház, London
- Yasmina Reza: Művészet (Art); premier: 1996, London West End
- Yasmina Reza: Az élet három változata (Life x 3); bemutató 2000/2001: A Royal National Theatre Lyttleton Auditoriuma, 2001 Old Vic
- Yasmina Reza: The God of Carnage (God of Carnage); premier 2008: Gielgud Színház, London

### Forgatókönyvek
- 1973: Babaház
- 1979: Történetek a bécsi erdőből
- 1983: A tiszteletbeli konzul
- 1986: A farkas szeme (Oviri)
- 1986: A jó atya
- 1988: Veszedelmes viszonyok
- 1992: Tales From Hollywood – TV-film, azonos című darabja alapján
- 1995: Teljes napfogyatkozás – Arthur Rimbaud és Paul Verlaine viszonya
- 1996: Mary Reilly
- 2002: A csendes amerikai
- 2007: Kiengesztelődés Ian McEwan azonos című regénye alapján
- 2009: Chéri – Egy kurtizán szerelme (Chéri)
- 2011: A Dangerous Method – The Talking Cure című darabja alapján
- 2013: Napok a tengerparton (Adore)
- 2020: Az apa
- 2022: A fiú

### Librettók
- 1993: Sunset Boulevard, Zene Andrew Lloyd Webber
- 2001: Drakula, zene: Frank Wildhorn
- 2005: Waiting for the Barbarians, zene: Philip Glass
- 2007: Appomattox, zene: Philip Glass

### Filmek (rendező)
- 1995: Carrington
- 1996 A titkos ügynök
- 2003: Elvitték (Argentína képzeletben)

### Magyarul megjelent
- Hollywoodi mesék – Három színmű (Teljes napfogyatkozás (Total Eclipse) ford. Gy. Horváth László; Vadak (Savages)	ford. Vajda Miklós; Hollywoodi mesék (Tales from Hollywood)	ford. Bart István), Európa Modern Könyvtár, Európa Kiadó, Budapest, 1985, 306 o. ISBN 9630737531[23]

## Díjak (válogatás)
Európai Filmdíjak
- 2021 : A legjobb forgatókönyv díja Az apa című filmjéért.[24]

## Fordítás
- Ez a szócikk részben vagy egészben  a   Christopher Hampton című német Wikipédia-szócikk ezen változatának fordításán alapul.  Az eredeti cikk szerkesztőit annak laptörténete sorolja fel. Ez a jelzés csupán a megfogalmazás eredetét és a szerzői jogokat jelzi, nem szolgál a cikkben szereplő információk forrásmegjelöléseként.